# Audry (rivière)
Pour les articles homonymes, voir Audry.
L'Audry est une rivière française qui coule dans le département des Ardennes, en ancienne région Champagne-Ardenne, donc en nouvelle région Grand-Est. C'est un affluent de la Sormonne en rive droite, donc un sous-affluent de la Meuse.

## Géographie
L'Audry prend source sur la commune de Marlemont à 242 m d'altitude, près du lieu-dit le Grand Pré. Elle s'appelle aussi La Praelle dans cette partie haute.
De 19,9 km de longueur, l'Audry se jette dans la Sormonne (rive droite) sur le territoire de la localité de Sormonne, à 160 m d'altitude, à quelques kilomètres en amont de Warcq (près de Charleville-Mézières).

### Communes et cantons traversées
Dans le seul département des Ardennes, l'Audry traverse ou longe les neuf communes suivantes, d'amont en aval de Marlemont (source), Logny-Bogny, Aubigny-les-Pothées, Vaux-Villaine, L'Échelle, Rouvroy-sur-Audry, Remilly-les-Pothées, Murtin-et-Bogny et Sormonne (confluence).
Soit en termes de cantons, l'Audry prend source dans le canton de Signy-l'Abbaye, conflue dans le canton de Rocroi, dans l'arrondissement de Charleville-Mézières.

### Toponyme
L'Audry a donné son nom à la commune de Rouvroy-sur-Audry.

### Bassin versant
L'Audry traverse quatre zones hydrographiques B551, B552, B553 et B554 pour une superficie totale de 245 km2. Ce bassin versant est constitué à 69,70 % de « territoires agricoles », à 27,16 % de « forêts et milieux semi-naturels », à 3,16 % de « territoires artificialisés ».

### Organisme gestionnaire
L'organisme gestionnaire est l'EPTB EPAMA Etablissement public d'Aménagement de la Meuse et de ses affluents et l'Audry fait partie de la zone La Meuse du confluent de la Chiers au confluent de la Semoy.

## Affluents
L'Audry a six affluents référencés :
- le ruisseau la Valine (rg), 1,5 km sur la seule commune de Logny-Bogny.
- le ruisseau de Belzy (rg), 3,1 km sur les deux communes de Vaux-Villaine (confluence) et Blombay (source).
- le ruisseau du Moulin de l'Échelle (rg), 1,6 km sur les deux communes de Rouvroy-sur-Audry (confluence) et L'Échelle (source).
- le ruisseau Longue (rg), 2,5 km sur les deux communes de Rouvroy-sur-Audry (confluence) et L'Échelle (source).
- le ruisseau de Sonru (rd), 1,9 km sur la seule commune de Rouvroy-sur-Audry.
- le ruisseau de la Chapelle (rd), 2 km sur la seule commune de Remilly-les-Pothées.

Géoportail ajoute en rive gauche la Vallée le Coq sur les trois communes de Cernion (source) Flaignes-Havys, Logny-Bogny (confluence).
Donc son rang de Strahler est de deux.

## Hydrologie
Le module de l'Audry, au confluent de la Sormonne vaut 1,26 m3/s pour un bassin versant de 93,3 km2. 

### Lame d'eau et débit spécifique
La lame d'eau écoulée dans le bassin est de 426 millimètres par an, ce qui est élevé et correspond à l'ensemble des cours d'eau de la région. C'est nettement supérieur à la moyenne de la France, tous bassins confondus, mais quelque peu inférieur à la moyenne du bassin français de la Meuse (450 millimètres par an à Chooz, à la sortie du territoire français). Son débit spécifique ou Qsp se monte dès lors à un solide 13,5 litres par seconde et par kilomètre carré de bassin.

## Qualité de l'eau - pêche

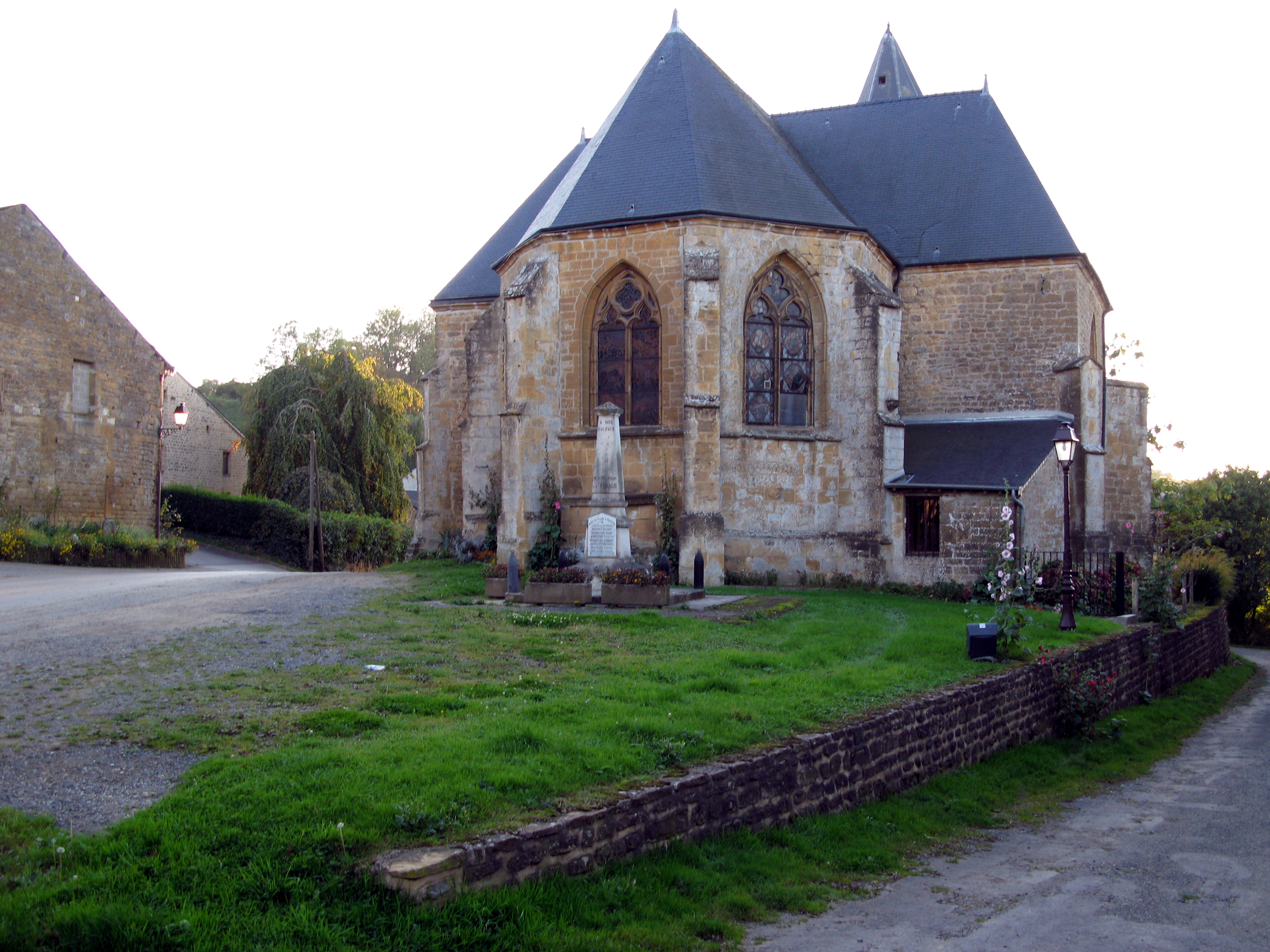
Remilly-les-Pothées : chevet de l'église fortifiée

En 2006, l'Agence de l'Eau Rhin-Meuse attribuait à l'eau de l'Audry, analysée au niveau de Murtin-et-Bogny, la qualité de "bonne" (catégorie 1B), et ce à l'instar des cinq années précédentes. Auparavant sa qualification n'était que "passable" (catégorie 2). À noter que le taux de saturation en oxygène atteignait le bon chiffre de 87 % en 2006, correspondant à 9,4 milligrammes par litre, et que la teneur en ion ammonium ou NH4+ se situait au bon niveau de 0,12 mg/l, en nette amélioration au cours de la dernière décennie.
Du point de vue piscicole, l'Audry est classée cours d'eau de première catégorie sur toute la longueur de son parcours.

## Patrimoine
- Marlemont : Église fortifiée du XVe siècle avec autel du XVIIIe.
- Aubigny-les-Pothées : Nécropole mérovingienne du VIe siècle. Tour d'une ancienne maison forte. Nombreuses sources ou fontaines. Gîte rural.
- Remilly-les-Pothées : Église fortifiée du début du XVIe siècle avec cuve baptismale romane du XIIe et tour carrée isolée de la nef (inscrit Monument Historique). Château des XVe et XVIe siècles, avec tour du XVe et portail du XVIIe (inscrit Monument Historique). Château d'Hardoncelle, ancienne maison forte du XIVe. Bois.
- Sormonne : Église fortifiée au XVIe siècle avec parties plus anciennes (chœur du XVe), boiseries, très bel autel du XVIIIe à baldaquin.